# تولید ناخالص داخلی

نقشهٔ اقتصادهای جهان بر پایهٔ اندازهٔ تولید ناخالص داخلی (اسمی) به دلار آمریکا، بانک جهانی، ۲۰۱۴

تولید ناخالص داخلی (به انگلیسی: Gross Domestic Product؛ مخفف: GDP) مهم‌ترین متغیری است که در تجزیه و تحلیل‌ها و ارزیابی‌های اقتصاد کلان از آن استفاده می‌شود و در ایران برابر با: کل ارزش ریالی محصولات نهایی تولیدشده توسط واحدهای اقتصادی مقیم کشور در دورهٔ زمانی معین (سالانه یا فصلی) است. درواقع، تولید ناخالص داخلی یک متغیر روانه است که عدد آن برای ایران نشان‌دهندهٔ مقدار ریالی جریان کالا و خدمات، در یک دورهٔ زمانی مشخص (عموماً یک سال) است. تحلیل تولید ناخالص داخلی مطالب فراوانی را دربارهٔ اینکه چگونه استاندارد زندگی در یک اقتصاد تغییر می‌کند آشکار می‌سازد؛ از این رو رایج‌ترین شاخصی است که برای اندازه‌گیری رفاه یک جامعه و مقایسه آن با سایر جوامع توسط اقتصاددانان به کار گرفته می‌شود.

## تولید ناخالص داخلی نشانگر چیست؟
تعریف استاندارد تولید ناخالص داخلی عبارت است از: ارزش بازاری (ارزش پولی) تمامی کالاها و خدمات نهایی تولید شده در داخل مرزهای یک کشور طی دورهٔ زمانی خاص.
بررسی هر یک از عبارت‌های این تعریف به ما نشان می‌دهد که تولید ناخالص داخلی دقیقاً چه چیزی را دربر می‌گیرد:

### تمامی کالاها و خدمات
GDP می‌تواند انواع کالاهای مشهود (مانند خوراکی‌ها، پوشاک، خودرو) و کالاهای نامشهود یا خدمات (مانند آرایشگاه، خشک‌شویی، معاینه پزشک) را دربر گیرد. نه به این معنا که تمامی کالاهای موجود در اقتصاد در محاسبهٔ GDP وارد می‌شوند. بلکه هر نوع کالا و خدمتی به شرط داشتن چند ویژگی خاص می‌تواند در محاسبهٔ GDP وارد شود. برای مثال، کالاهایی که به شکل غیرقانونی تولید و مبادله می‌شوند (مانند مواد مخدر)، کالاهای دست دوم، اوراق بهاداری که در بازارهای مالی خرید و فروش می‌شوند، فعالیت خانم‌های خانه‌دار و… هیچ‌کدام در محاسبهٔ GDP وارد نمی‌شوند. اینکه یک کالا، باید چه ویژگی‌هایی داشته باشد تا آن را در GDP وارد کنیم در بندهای آتی تشریح می‌شود.

### تمامی کالاها و خدمات نهایی
در اقتصاد کالاها و خدمات به دو دسته کلی تقسیم می‌شوند: یکی کالاها و خدمات واسطه‌ای و دیگری کالاها و خدمات نهایی. کالای واسطه‌ای کالایی است که در فرایند تولید قرار می‌گیرد و تبدیل به کالا یا خدمت نهایی می‌شود. کالاها و خدمات نهایی، دیگر در فرایند تولید قرار نمی‌گیرند و مستقیماً برای استفاده به دست خریدار می‌رسند. در محاسبهٔ GDP تنها کالاها و خدمات نهایی وارد می‌شوند و کالا و خدمات واسطه‌ای محاسبه نمی‌گردند. برای مثال کتاب که یک کالای نهایی است در محاسبهٔ GDP وارد می‌شود؛ اما ارزش کاغذی که برای ساخت این کتاب از آن استفاده شده در GDP نمی‌آید. دلیل این کار روشن است زیرا ارزش کالای واسطه در ارزش کالای نهایی وجود دارد. جمع ارزش کاغذ با ارزش کتاب باعث دوباره‌شماری می‌شود.
یک استثنای مهم: اگر کالایی تولید شود و به جای آنکه مورد استفاده قرار گیرد، جهت استفاده یا فروش در آینده، ذخیره و به موجودی انبار اضافه شود. آن را کالایی نهایی در نظر گرفته و به عنوان سرمایه‌گذاری در محاسبهٔ GDP وارد می‌کنیم. به عبارت دیگر، افزایش موجودی انبار باعث افزایش GDP و کاهش موجودی انبار باعث کاهش GDP می‌شود.

### ارزش بازاری تمامی کالاها و خدمات نهایی
همان‌طور که گفته شد در GDP کالاها و خدمات بسیار گوناگونی با ارزش‌های متفاوت در یک شاخص واحد باهم جمع می‌شوند. برای اینکه بتوانیم ارزش کالاهای گوناگون را نسبت به هم بسنجیم و همچنین آنهارا باهم جمع کنیم. باید ارزش بازاری آنها را در نظر بگیریم. منظور از ارزش بازاری همان قیمتی است که کالاها و خدمات با آن مبادله می‌شوند؛ بنابراین GDP شامل کالاها و خدمات نهایی می‌شود که در بازارهای رسمی مبادله می‌شوند. در نتیجه، مواردی از قبیل کالاها و خدمات غیرقانونی (مانند مواد مخدر) یا کالاها و خدماتی که توسط خانوارها تولید و مصرف می‌شوند؛ از آنجا که در بازارهای رسمی مبادله نمی‌شود در GDP نیز محاسبه نخواهند شد. برای این اصل ضرب‌المثل مشهوری را بکار می‌برند: "اگر آقای اسمیت با آشپز خود ازدواج کند، GDP کاهش می‌یابد!!". البته برای این اصل استثناهایی هم وجود دارد؛ یعنی کالاها و خدماتی هستند که در بازار خرید و فروش نمی‌شوند و در نتیجه فاقد ارزش بازاری (قیمت مبادله ایی) هستند اما باید آنهارا در GDP حساب کنیم. مانند معادل اجاره بها برای افرادی که در خانه‌های شخصی خود زندگی می‌کنند یا خدماتی که دولت به شهروندان ارائه می‌کند (مانند خدمات پلیس، آتش‌نشانی نمایندگان مجلس و…) یا خود مصرفی کشاورزان یا کارمزد احتسابی بانک‌ها. برای محاسبه این کالاها در GDP باید برآورد یا معادل ارزش آنها (ارزش ضمنی یا هم سنگ آنها) را در نظر بگیریم. برای مثال کسانی که خانه ایی را اجاره می‌کنند، درواقع، خدمات آن خانه را از مالکش خریداری کرده‌اند. حال اگر فردی ساکن در خانه شخصی خود باشد، فرض می‌کنیم که خانه اش را به خودش اجاره داده و در نتیجه معادل اجاره بهای خانه به GDP اضافه می‌شود.

### ارزش بازاری تمامی کالاها و خدمات نهایی که در یک دوره زمانی خاص تولید شده‌اند
در GDP تنها ارزش کالاهایی محاسبه می‌شود که در یک دورهٔ زمانی خاص تولید شده باشند؛ که این دوره زمانی عموماً یک سال یا یک فصل است. به عبارت دیگر در محاسبهٔ GDP دورهٔ فعلی، به‌هیچ‌وجه تولیدات دوره‌های پیشین وارد نمی‌شوند.برای مثال می‌توان به خرید و فروش کالاهای دست دوم و همچنین خرید فروش اوراق بها دار در بازارهای مالی اشاره کرد که در آنها تنها مالکیت انتقال می‌یابد و کالا یا خدمتی تولید نمی‌شود و بنابراین در محاسبهٔ GDP وارد نمی‌شوند. البته مبلغی که طی این مبادلات به بنگاه‌های معاملاتی پرداخت می‌شود در GDP می‌آید چراکه این بنگاه‌ها با خدمات خود برای مشتریان خلق ارزش کرده‌اند.

### ارزش بازاری تمامی کالاها و خدمات نهایی که در یک دورهٔ زمانی خاص در داخل مرزهای یک کشور تولید شده‌اند
GDP ارزش تولیدات را در داخل مرزهای جغرافیایی خاص اندازه‌گیری می‌کند. برای مثال تولیدات یک شهروند ایرانی که در آلمان به شکل موقت مشغول به کار است، تأثیری در GDP ایران ندارد؛ اما در GDP آلمان محاسبه می‌شود.

## تاریخچه محاسبه تولید ناخالص داخلی
در سرآغاز جنگ جهانی دوم به‌منظور تأمین تدارکات و مخارج آن، لزوم دراختیار داشتن اعداد و آمارهایی از منابع موجود و برآوردهایی از امکانات برای صرف مخارج جنگی احساس شد. در پایان جنگ جهانی دوم برای بازسازی ویرانی‌های جنگ کمک‌ها مادی در قالب طرح مارشال معرفی گردید و برای اطمینان از این‌که این کمک‌ها در راه توسعه و بازسازی کشورها صرف شود معیاری برای توسعه اقتصادی کشورها تعریف شد و بالا رفتن ارقام نشان از این بود که کمک‌ها در محل مناسب خود صرف می‌شوند و از اینجا بود که فرمول اولیه برای محاسبه تولید ناخالص پدیدار شد.
برای اولین بار در سال ۱۹۳۷، و در گزارشی به کنگرهٔ ایالات متحده در پاسخ به رکود بزرگ، سیمون کوزنتس، اقتصاددان دایره تحقیقات اقتصادی ملی، چیزی به نام تولید ناخالص داخلی یا همان GDP را ارائه کرد. در آن زمان، سیستم برتر اندازه‌گیری، تولید ناخالص ملی (GNP) بود. پس از کنفرانس برتون وودز در سال ۱۹۴۴، بسیاری از کشورها GDP را به‌عنوان سیستم استاندارد اندازه‌گیری اقتصادهای ملی اتخاذ کردند، اگرچه ایالات متحده به‌طور عجیبی به استفاده از GNP ادامه داد و در نهایت در سال ۱۹۹۱ رو به استفاده از GDP آورد.
با این‌حال، برخی اقتصاددانان و سیاست‌گذاران در دهه ۱۹۵۰ شروع به زیر سؤال بردن GDP کردند. برای مثال، برخی از آنها شاهد تمایلی برای پذیرش GDP به‌عنوان شاخصی قطعی از موفقیت یا شکست یک کشور بودند، و این‌ها علی‌رغم آن بود که GDP نتوانست سلامت، شادی، برابری و سایر عوامل رفاه اجتماعی را در نظر بگیرد. به بیان دیگر، این انتقادات توجه را به فاصلهٔ بین پیشرفت اقتصادی و پیشرفت اجتماعی جلب کرد. با این‌حال، برخی از مقامات مثل آرتور اوکان، اقتصاددان انجمن مشاوران اقتصادی جان. اف. کِنِدی، بر این باور بودند که GDP شاخص قطعی موفقیت اقتصادی است و مدعی بودند که هرگونه افزایش GDP موجب کاهش بیکاری می‌شود.

## محاسبهٔ تولید ناخالص داخلی
برای محاسبهٔ GDP سه روش رایج را می‌توان نام برد:

### ۱. روش تولید (جمع ارزش افزوده)
تعریف ارزش افزوده:
ارزش افزوده هر کالا و خدمت برابر است با ارزش آن کالا یا خدمت منهای ارزش کالاها یا خدمات واسطه‌ای بکار رفته در آن.
محاسبهٔ GDP با روش ارزش افزوده:
می‌دانیم هر محصول تولید شده در اقتصاد باید چندین مرحله را طی کند تا به محصول نهایی تبدیل شود. برای مثال نان که یک محصول نهایی است در ابتدا گندم بوده و سپس طی فرایندهایی به آرد و نان تبدیل می‌شود. برای مثال فرض می‌کنیم ارزش گندم و آرد به ترتیب برابر با ۱۰۰ و ۱۲۰ واحد پولی و ارزش نان برابر با ۱۵۰ واحد باشد. اگر بخواهیم برای محاسبهٔ GDP هر یک از ارزش‌های گندم و آرد و نان را جداگانه باهم جمع کنیم، ارزش تولیدات اقتصادی را بیش از مقدار واقعی آن برآورد می‌کنیم؛ زیرا، ارزش گندم به شکل ضمنی در آرد مستتر است و همچنین ارزش گندم و آرد در نان. برای جلوگیری از این چندباره شماری به‌جای جمع ارزش هر محصول، ابتدا در هر مرحله ارزش جدیدی که تولید شده است را محاسبه می‌کنیم و سپس آن‌ها را باهم جمع می‌کنیم. ارزش جدید تولید شده در هر مرحله همان ارزش افزوده است که از تفاضل ارزش آن محصول با ارزش کالاها و خدمات واسطه ای بکار رفته درآن به‌دست می‌آید. در این مثال ارزش افزوده گندم برابر با ۱۰۰ واحد است (هیچ کالای واسطه ای در گندم بکار نرفته پس ارزش افزوده آن برابر است با ۱۰۰=۰–۱۰۰). همچنین ارزش افزوده آرد برابر با ۲۰=۱۰۰–۱۲۰ است و در نهایت ارزش افزوده نان برابر است با ۳۰=۱۲۰–۱۵۰. حال برای محاسبه ارزش اقتصادی نان تولید شده در بازار داریم:
۱۵۰=۱۰۰+۲۰+۳۰=ارزش اقتصادی تولید شده
لازم است ذکر شود که در ایران برای محاسبهٔ GDP از روش ارزش افزوده استفاده می‌شود.

### ۲. روش مخارج
در اقتصاد ارزش تولید کل همواره با ارزش مخارج کل برابر است؛ بنابراین یکی از راه‌های محاسبهٔ GDP جمع کردن هزینه‌های نهایی واحدهای اقتصادی باهم است. در واقع می‌توان فرض کرد تمامی کالاها و خدمات تولید شده یا توسط خانوار و دولت مصرف می‌شوند یا سرمایه‌گذاری شده یا در نهایت صادر می‌شوند. به‌طور خلاصه می‌توان نوشت:
Y=C+G+I+(X-M)
در اینجا Y تولید ناخالص داخلی است که برابر است با جمع هزینه مصرف خانوار (C)، مخارج دولت (G)، سرمایه‌گذاری (I) و در نهایت صادرات (X).
از آنجا که در مصرف خانوار و دولت می‌توان کالاهای وارداتی را مشاهده کرد، در نهایت باید ارزش کالاهای وارداتی (M) را از ارزش کل اقلام مذکور کم کنیم.

### ۳. روش درآمد
ارزش کالاها و خدمات نهایی تولید در کشور که همان ارزش افزوده است. در بین عوامل تولید به شکل درآمد توزیع می‌شود؛ بنابراین با برآورد درآمد به‌دست آمده از عوامل تولید، می‌توان ارزش کل کالاها و خدمات نهایی تولید شده در کشور را محاسبه کرد.

## محصول ناخالص ملی به لحاظ زمانی و مکانی
محصول ناخالص داخلی در دنیا به صورت ماهانه، فصلی و سالانه محاسبه و منتشر می‌شود در عین حال محصول ناخالص داخلی به صورت کشوری، استانی و شهرستانی و حتی در سطح شهر و روستا محاسبه و منتشر می‌شود. به طوریکه برنامه دولت در رشد متوازن اقتصادی استان‌هابا همکاری مرکز آمار ایران، تحقیقات گسترده‌ای برای رشد متوازن هشت درصدی در استان‌ها و سطح شهرستان صورت گرفته است؛ در نهایت بر اساس سند ملی آمایش، طرح‌های اولویت‌دار در هر شهرستان که منجر به بیشترین رشد اقتصادی می‌شود، احصا شده استاقدام سازمان برنامه برای اصلاح بودجه کشور. این به دان معناست که رشد اقتصادی در سطح شهرستان و به عبارتی محصول ناخالص داخلی در سطح شهرستان برای دولت بسیار اهمیت دارد. از طرف دیگر محصول ناخالص داخلی در محصول ناخالص داخلی در سطح شهرستان تحلیلهای دقیق را به دولتهای محلی ارائه می‌دهد.

## انتقادها به مفهوم تولید ناخالص ملی
به مفهوم تولید ناخالص ملی انتقاداتی وارد آمده است. از جمله:
- تولید ناخالص ملی تولیدی را که در بخش غیر پولی اقتصاد انجام می‌شود به حساب نمی‌آورد مانند کارهای خانه‌داری و کارهای اجتماعی چون مراقبت از سالمندان و بیماران در چهارچوب خانواده، تولید خانگی وهزاران شبکهٔ تولید و مبادله که در اقتصاد «سایه» یا زیرزمینی انجام می‌گیرد. ارزش این نوع تولید غیررسمی در برخی از کشورها شصت درصد تولید ناخالص ملی محاسبه شده است.[۲۴]
- محاسبات تولید ناخالص ملی در مورد توزیع تولید یا ثمرات آن هیچ اطلاعی به ما نمی‌دهند.[۲۴]
- این محاسبات از ماندگاری و پایایی عملکردهای اقتصادی دخیل در تولید هیچ نشانه‌های به دست نمی‌دهند. برای مثال، نظام مزرعه داری آمریکا سودهای هنگفتی (برای برخی از مزرعه داران) ایجاد می‌کند، اما از جهت نسبت انرژی به کار رفته در نظام و ارزش کالریک خوراک تولید شده در این نظام، بسیار ناکارآمد است.[۲۴]
- تولید ناخالص ملی خسارت‌های تولید به ویژه خسارت‌های زیست‌محیطی را به حساب نمی‌آورد.[۲۴]

با توجه به این انتقادها، این واقعیت که تولید ناخالص ملی هنوز شاخص‌های اصلی سلامت اقتصادهای ملی است، از دیدگاه احزاب سبز نشانهٔ نوعی نزدیک بینی است که از توجه بیمارگونه به رشد اقتصادی سرچشمه می‌گیرد.

## بدیل‌هایی برای GDP
امروزه متخصصان گوناگونی در رشته‌های مختلف، به کاستی‌های GDP از جنبه‌های متفاوت اعتراض می‌کنند. هریک از آنان به نحوی معتقداند که GDP آنچه را که باید نمی‌سنجد و از این جهت، شاخصی نیست که بتوان به صورت کامل به آن اتکا کرد. از این رو تلاش‌هایی برای ساخت بدیل GDP انجام شده که به اختصار به نتایج برخی از آنها اشاره می‌شود:
بدیل‌های GDP را می‌توان به سه گروه تقسیم کرد:
۱. تعدیل کننده‌های GDP:
شاخص‌های این گروه شامل سنجه‌های سنتی اقتصاد چون GDP یا پس‌انداز ملی می‌شوند که توسط فاکتورهای زیست‌محیطی و اجتماعی تعدیل شده‌اند:
- شاخص اندازه‌گیری رفاه اقتصادی (Measure of Economic Welfare -MEW):

(کالاهای مبادله شده درون خانوار، محصولات غیرقانونی، فعالیت‌های گزارش نشده و اوقات فراغت) + (مخارج ضروری (هزینه‌های دفاعی، انتظامی و…))- (کالاهای بد)- MEW= GNP
این شاخص را جیمز توبین و ویلیام نوردهاوس در مقاله «آیا رشد منسوخ شده است؟» معرفی کردند. توبین و ویلیام در این شاخص تلاش کردند تا برای اندازه‌گیری بهتر رفاه مصرف را به جای تولید اندازه‌گیری کنند؛ البته آنان دریافتند که نمی‌توان رفاه و شادمانی مردم را به آسانی با میزان مصرف سنجید. از این رو آنان در مقاله خود MEW را به عنوان شاخصی اولیه و آزمایشی برای اندازه‌گیری رفاه معرفی کردند. یادآوری این نکته ضروری است، که سایر شاخص‌های این گروه بر پایه این شاخص ساخته شده‌اند.
- شاخص رفاه پایدار اقتصادی (Index of Sustainable Economic Welfare-ISEW):

این شاخص در دههٔ ۱۹۸۰ توسط دیلی و کاب ارائه گردید و تلاش شد تا در آن روابط میان محیط زیست و عوامل اقتصادی و اجتماعی لحاظ گردد. نحوه محاسبه آن به شرح زیر است:
(استهلاک منابع طبیعی)-(تعدیلات اقتصادی)+(مخارج غیر دفاعی عمومی)+(مخارج خصوصی دفاعی)-(هزینه‌های تخریب محیط زیست)-(خدمات نیروی کار داخلی)+(تعدیل اختلاف درآمد)-مخارج مصارف شخص= ISEW
- شاخص پیشرفت واقعی(genuine progress indicator-GPI):

این شاخص توسط کلیفورد کاب معرفی و توسعه داده شد. این شاخص همانند ISEW است اما در آن عواملی چون جرائم، طلاق، بیکاری و تغیرات میزان اوقات فراغت نیز لحاظ شده است.
- شاخص GDP سبز:

مفهوم GDP سبز براساس محاسبات تولید ناخالص داخلی متعارف با رویکرد زیست‌محیطی ارائه شده است بدین معنی که در این مفهوم هزینه‌هایی که صرف حفظ محیط زیست و منابع طبیعی می‌شود، از کل تولید ناخالص داخلی کسر می‌گردند و GDP سبز به‌دست می‌آید.
- شاخص خالص پس‌انداز تعدیل شده (Adjusted net saving):

این شاخص به دنبال محاسبه مقدار خالص سرمایه‌گذاری کشور در بخش تولید و سرمایه‌های طبیعی و انسانی است. گفتنی است که شیوهٔ محاسبهٔ این شاخص بر اساسGDP سبز است که بانک جهانی آن را ارائه کرده است.
۲. جایگزین‌های GDP:
در این گروه شاخص‌هایی معرفی می‌شوند که تلاش دارند رفاه و بهزیستی مردم را از طریق سنجش عواملی چون سطح رضایت و عوامل توسعه منابع انسانی، بهتر از GDP اندازه‌گیری کنند.
شاخص توسعه منابع انسانی (Human development index –HDI):
این شاخص، شاخصی است ترکیبی و کشورها را در سه عامل منابع انسانی می‌سنجد:۱. زندگی سالم و طولانی۲. دسترسی به دانش و آموزش۳. سطح زندگی استاندارد.
هریک از عوامل ذکر شده به صورت زیر محاسبه می‌شوند:
(کمینه امتیاز تعین شده-بیشینه امتیاز تعین شده)/(کمینه امتیاز تعین شده-امتیاز کسب شده)= شاخص عامل مورد سنجش
در نهایت با گرفتن میانگین از سه شاخص هر یک از این عوامل HDI محاسبه می‌گردد.
- شاخص‌های EF -Ecological footprint و HPI -Happy planet Index:

شاخص EF سنجش گر این است که تقاضای اقتصاد از منابع زیستی یک منطقه برای عرضه کالا و خدمات تا چه میزان کمتر یا بیشتر از ظرفیت زیستی آن است.
شاخص HPI متشکل از دو شاخص عینی امید به زندگی و شاخص EF و یک شاخص ذهنی به نام سطح رضایت از زندگی است و در آن میزان بهره‌وری زیست‌محیطی همراه با سطح بهزیستی به‌دست آمده، نشان داده می‌شود؛ و نحوه محاسبه آن به شرح زیر است:
(مقدار شاخص EF)/(سطح رضایت از زندگی*امید به زندگی)=HPI
۳. مکمل‌های GDP: در شاخص‌های مطرح شده در این گروه به شیوه‌ای هستند که در آن GDP مانند شاخص‌های مطرح شده در گروه ۱ تعدیل نمی‌شوند؛ بلکه با اطلاعات زیست‌محیطی و اجتماعی تکمیل می‌گردند. در گروه می‌توان به SEEA (System of integrated Economic Environmental Accounts) اشاره کرد که در آن فعالیت‌های اقتصادی و تخریب‌های زیست‌محیطی به شکل یک پارچه ارائه می‌شود.

## تولید ناخالص داخلی ایالات متحده

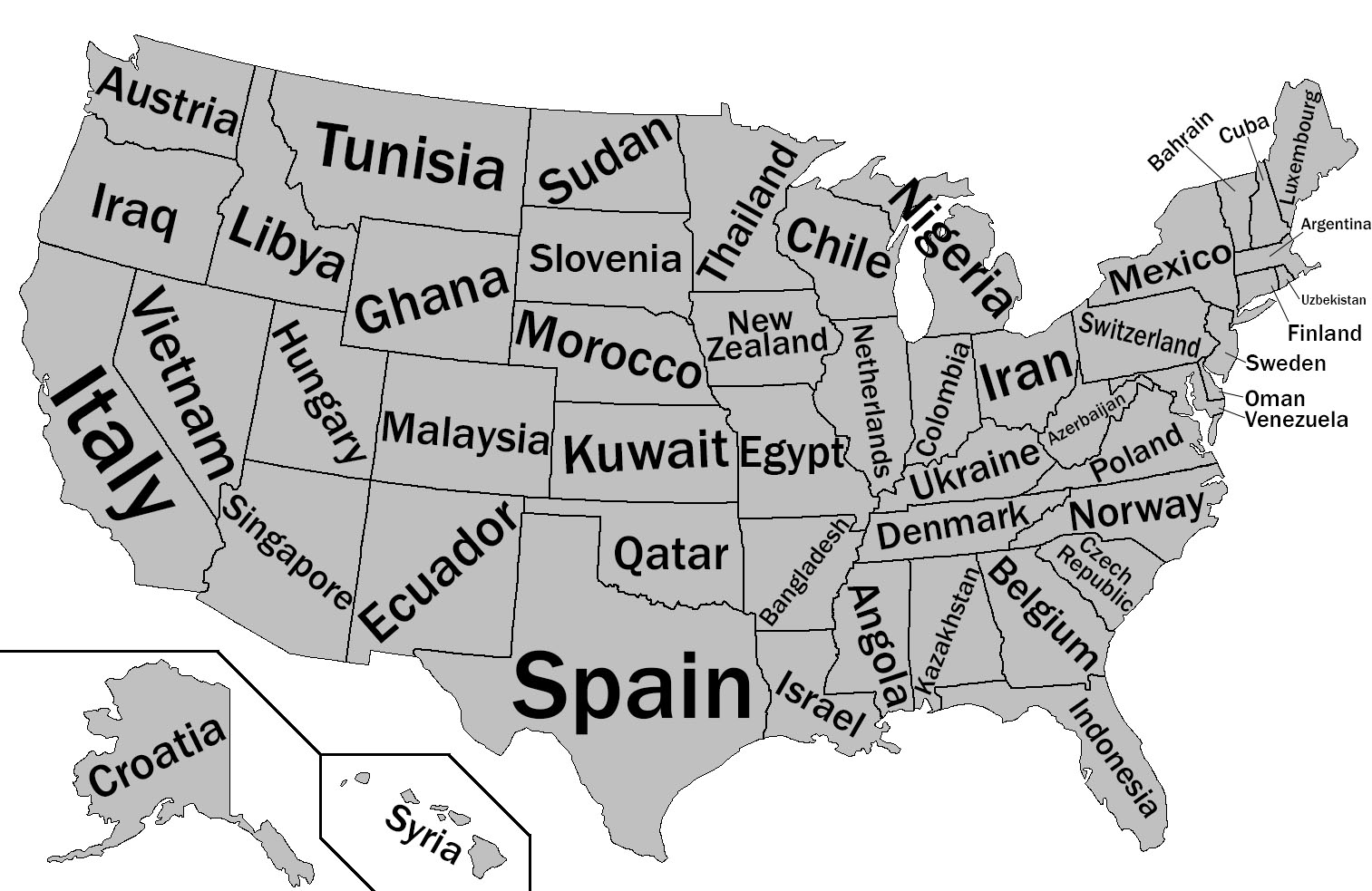
مقایسهٔ تولید ناخالص داخلی ایالت‌های آمریکا با پاره‌ای از کشورهای دیگر در سال ۲۰۱۲.

ایالات متحده آمریکا در سال ۲۰۱۹ با وجود دارا بودن ۴٫۳ درصد جمعیت جهان نزدیک به ۲۵ درصد از تولید ناخالص داخلی جهان را به خود اختصاص داده و چهار ایالت کالیفرنیا، تگزاس، نیویورک و فلوریدا هر یک به تنهایی بیش از ۱ تریلیون دلار تولید داشته‌اند.